# Tabanac
Tabanac is een gemeente in het Franse departement Gironde (regio Nouvelle-Aquitaine). De plaats maakt deel uit van het arrondissement Bordeaux. Tabanac telde op 1 januari 2022 1.074 inwoners.

## Geografie
De oppervlakte van Tabanac bedroeg op 1 januari 2022 8 vierkante kilometer; de bevolkingsdichtheid was toen 134,3 inwoners per km².

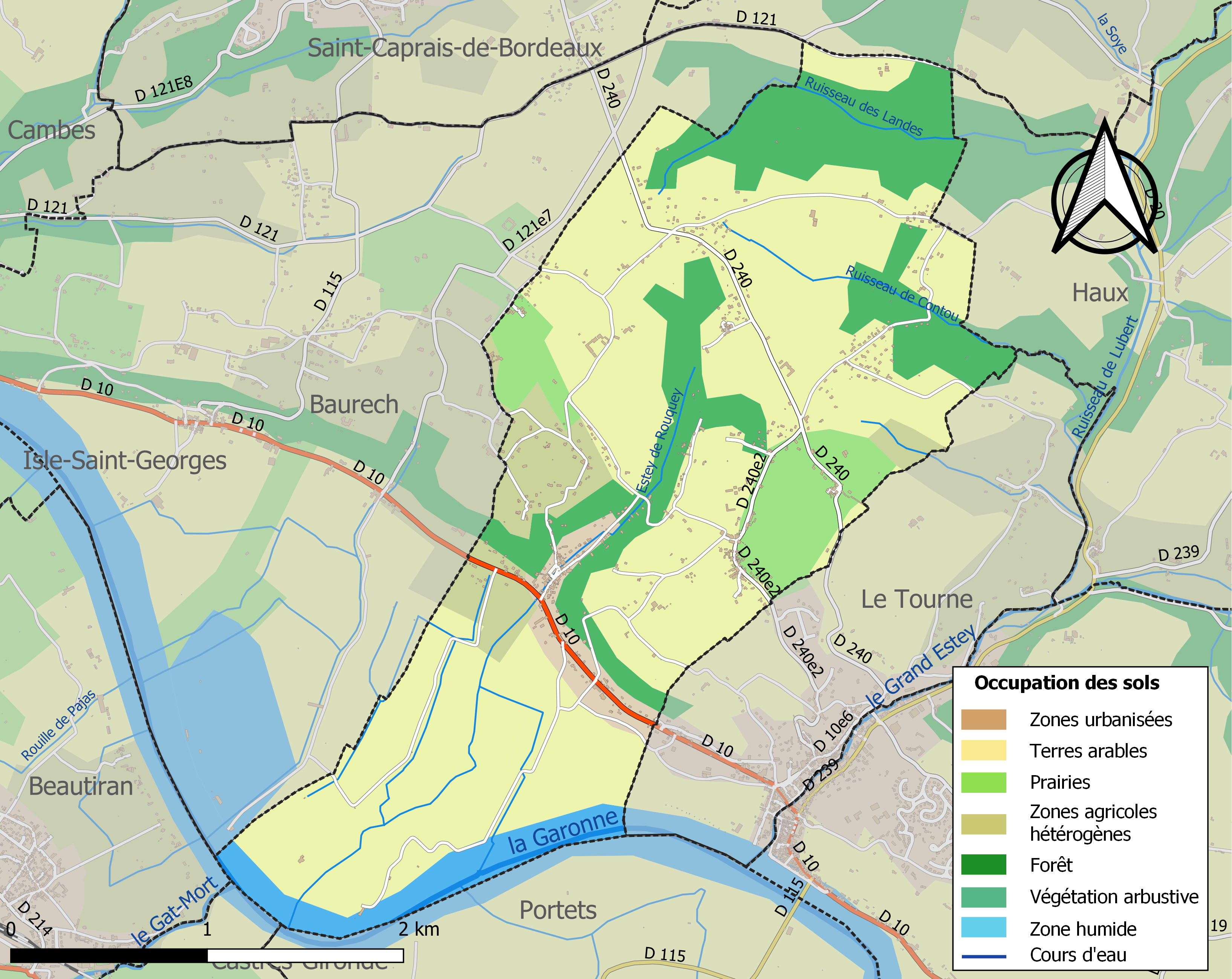
Kaart van de gemeente met belangrijkste infrastructuur, bodemgebruik en omliggende gemeenten

## Demografie
Onderstaande figuur toont het verloop van het inwonertal (bron: INSEE-tellingen).